# Villa Fasolo-Tozzato
Villa Giustinian, Zais, Fasolo-Tozzato è una villa veneta sita nel comune di Venezia. 
Sorge a Marocco, località a nord di Mestre, al civico 9 di via Tre Garofoli, laterale del Terraglio.

## Storia
Il terreno su cui fu edificato il complesso apparteneva sin dal medioevo alla Ca' di Dio di Venezia, alla quale rimase a lungo anche se gestito ad affittuari. Nel 1542 il fondo, su cui sorgevano anche alcuni rustici, era tenuto dal celebre vetraio Nicolò di Zuanne Dall'Aquila di Murano e, alla sua morte (1585), dalla vedova Orsa Bortolussi. Da questa furono alienati ad Alessandro Girardi (1599) ma nel 1608 i suoi eredi li cedettero al patrizio Zuanne di Giustinian Giustinian, alla cui famiglia rimasero per quasi duecento anni.
Fu sotto questi proprietari che le costruzioni preesistenti furono gradualmente trasformate nell'odierno palazzetto: già nel primo Seicento risulta presente una «caxa dominical, con horto di campo uno e mezo tenuto per suo uso», mentre altri venti campi annessi venivano lavorati da Francesco Mognato e, più tardi, ai suoi eredi (che abitavano in una casa di cui si possono riconoscere i ruderi tra la ferrovia Venezia-Udine e la linea dei Bivi). Nel 1740 la campagna era gestita da Menego Cabianca.
Dopo il 1781 i Giustinian vendettero il complesso a Elisabetta Morosini-Gatterburg, proprietaria, tra l'altro, anche dell'attuale villa Volpi. Nel 1806 i beni passavano a Giovanni Battista Zais. Fu certamente sotto la sua proprietà che le villa subì una serie di interventi con la chiusura degli archi della facciata, l'apertura di un nuovo ingresso e la costruzione di un volume di raccordo per riunire la casa domenicale alla fabbrica orientale (l'ala ovest fu realizzata in un secondo tempo).
Più tardi ne divennero proprietari i Papadopoli cui successero, nel 1938 i Fürstenberg. In tempi più recenti è stata acquistata dai Fasolo i quali ne hanno ceduto l'ala orientale ai Tozzato.

## Edificio
Il complesso mostra un marcato sviluppo orizzontale, essendo formato da un edificio padronale con due corpi di servizio ai lati a costituire un'unica lunga facciata.
La casa domenicale, a pianta rettangolare, si innalza su due soli livelli. Unico elemento ad emergere dal fronte è un timpano con trabeazione e pinnacoli acroteriali. Non esiste un vero asse di simmetria in quanto i due volumi laterali non hanno le medesime dimensioni (l'ala sinistra è più lunga). In corrispondenza del timpano, al piano terra, si apre un portale ad arco, sormontato al secondo piano da due porte finestre architravate che si affacciano su un balcone con ringhiera in ferro.
I corpi che raccordano gli edifici di servizio alla casa domenicale, costruiti in un secondo tempo, si caratterizzano entrambi per l'apertura di un grande arco. Quello dell'ala est, più antico, ospitava un oratorio il cui altare, ornato dal quadro La Madonna tra i santi Domenico e Caterina, si trova oggi nella vicina parrocchiale della Favorita.
Il fronte secondario è molto più semplice, con una linea di coronamento interrotta solo da una sopraelevazione con abbaino conclusa da un timpano, sotto la quale si trovano un altro ingresso e una finestra con balcone. Da citare anche le due alte canne fumarie.
Si possono inoltre notare resti di decorazioni precedenti agli interventi ottocenteschi: si ricordano, in particolare, il soffitto dell'ingresso con le travi dipinte a tempera e le tracce di affreschi su uno dei pilastri della facciata.
Vincolata dal 1975, nello stesso anno è stata sottoposta a un'importante ristrutturazione e oggi si presenta in ottimi stati.